# Плинність
Пли́нність — властивість тіл деформуватися з перебігом часу під дією зовнішніх впливів (силових, теплових тощо). Характеризується величинами, зворотними до величин, що характеризують в'язкість. У в'язких тіл (газів, рідин) плинність проявляється уже при мінімальних напруженнях, в пластичних твердих тіл — лише при великих напруженнях, що перевищують границю плинності.

## Одиниці вимірювання
Плинність зазвичай позначається φ = 1 / μ або F = 1 / μ (де μ — динамічна в'язкість), може виражатись в обернених пуазах (см·с·г−1). Поняття плинність у порівнянні з поняттям в'язкість рідше використовується в інженерній практиці.

## Механізми плинності
У різних тіл існують різні механізми плинності, що визначають опір тіл пластичній або в'язкій течії. У газів механізм плинності пов'язаний з перенесенням імпульсу з тих шарів, де є інтенсивніший рух молекул газу у напрямі течії, до шарів, в яких цей рух менший. У рідин механізм плинності визначається дифузією у напрямі дії напружень. Елементарним актом при цій дифузії є стрибкоподібне переміщення молекули (молекул), або сегменту макромолекулярного ланцюга (у високомолекулярних речовин), що супроводжується переходом через енергетичний бар’єр. Для кристалічних твердих тіл плинність пов'язується з рухом різного роду дефектів у кристалах: точкових (вакансій), лінійних (дислокацій) і об'ємних (краудіонів).

## Теоретичні моделі
Феноменологічно теорія плинності різних матеріалів будується на основі допущень механіки суцільних середовищ про однорідність, суцільність та ізотропність тіл. Гіпотеза ізотропності є непридатною до монокристалічних твердих речовин і рідких кристалів, орієнтованих полімерів, композиційних матеріалів з волокнистими наповнювачами, деяких природних матеріалів, для всіх них побудовані теорії анізотропного тіла. Властивості плинності (в'язкості) описуються співвідношеннями, що пов'язують напруження і швидкості деформації. У гідромеханіці в'язкої рідини плинність вважається незалежною від прикладеного дотичного напруження (при деформаціях зсуву) або тиску (при об'ємних деформаціях). Для неньютонівських рідин плинність змінюється в залежності від дотичного напруження (при деформаціях зсуву) або тиску (при об'ємних деформаціях). 
Повільна плинність металів, що відбувається в часі, при високих температурах, полімерів та інших матеріалів називається повзучістю. Для тіл в стані повзучості нелінійні співвідношення, що визначають плинність записуються у вигляді кінетичних диференціальних або інтегральних рівнянь, згідно з якими на стан тіла в цей час впливає попередня історія напружено-деформованого стану. Так, при зсуві плинність зростає із зростанням прикладеного дотичного напруження.
Особливо велику плинність у гелію за низьких температур, що отримала назву надплинність, виявив П. Л. Капиця (1938), її фізичну теорію побудував Л. Д. Ландау (1941).

## Приклади прояву
З явищами плинності доводиться стикатися як на Землі, так і в космосі. На Землі плинність проявляється в русі материків, рухах в атмосфері і гідросфері, тектонічних рухах гірських масивів. У техніці з явищем плинності стикаються, наприклад, при рухах газів і рідин по трубах та в апаратах різних виробництв. Пластичні течії і повзучість мають місце в різних елементах конструкцій, що працюють при великих навантаженнях. 